# Abborrtjärnen (Svärdsjö socken, Dalarna, 673907-151972)
Abborrtjärnen är en sjö i Falu kommun i Dalarna och ingår i Dalälvens huvudavrinningsområde.